# 阿莫里诺波利斯
阿莫里诺波利斯是巴西戈亚斯州的一个市镇。总面积408.524平方公里，总人口3936人，人口密度9.6人/平方公里。